# Jonathan Letterman
Jonathan Letterman (Cannonsburg, 11 de diciembre de 1824 — San Francisco, 15 de marzo de 1872) fue un cirujano estadounidense, mayor en el Ejército del Potomac, a quien se le atribuye el origen de los métodos modernos de organización médica en los ejércitos o la gestión médica en el campo de batalla. En Estados Unidos, Letterman es conocido hoy como el «Padre de la medicina del campo de batalla». Su sistema de organización permitió recuperar y tratar a miles de hombres heridos durante la guerra de Secesión.

## Primeros años
Letterman nació en Canonsburg, Pensilvania, hijo de un conocido cirujano.: 120 Sus estudios fueron dirigidos por un tutor privado hasta que ingresó en el Jefferson College, donde se convirtió en miembro de la fraternidad Beta Theta Pi. Se graduó en Jefferson en 1845 y en el Jefferson Medical College en 1849. Ese mismo año se le asignó el puesto de cirujano asistente en el Departamento Médico del Ejército.
Letterman sirvió en Florida durante las campañas militares contra los indios seminolas hasta 1853. Luego pasó un año en Fort Ripley, Minnesota. Más tarde se le ordenó ir a Fort Defiance, en el territorio de Nuevo México, para ayudar en la campaña contra los apaches. Fue trasladado a Fort Monroe en Virginia. De 1860 a 1861 estuvo combatiendo en California contra los utes.
Su hermano menor, William Henry Letterman, cofundó la fraternidad Phi Kappa Psi con Charles Page Thomas Moore en Canonsburg después de atender a compañeros de clase enfermos en el otoño de 1850. Tras graduarse en el Jefferson College, William siguió a su hermano al Jefferson Medical College.

## Guerra de Secesión

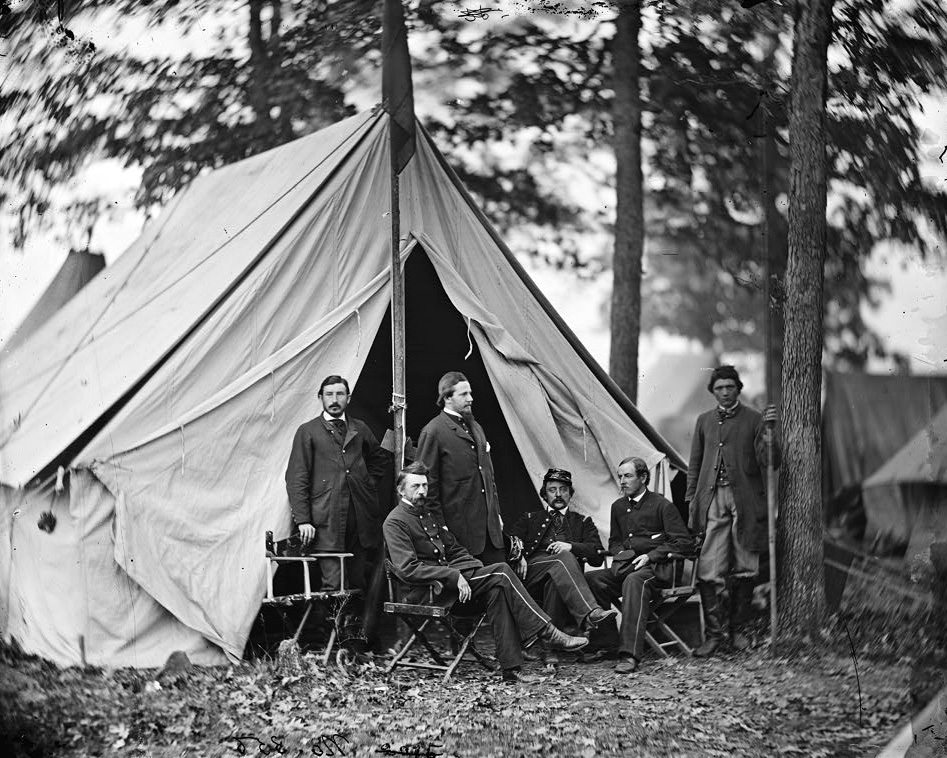
Letterman (sentado a la izquierda) y su personal en Warrenton, Virginia, 1862.

Al comienzo de la guerra de Secesión, Letterman era director médico del Ejército del Potomac. Fue nombrado director médico del Departamento de Virginia Occidental en mayo de 1862. Un mes después, William A. Hammond, cirujano general del Ejército de los Estados Unidos, lo nombró, con el rango de mayor, director médico del propio Ejército del Potomac. Letterman se dispuso inmediatamente a reorganizar el Servicio Médico del naciente ejército, tras haber obtenido del comandante del mismo, el mayor general George B. McClellan, una autorización para hacer «lo que fuera necesario» para mejorar el sistema. El ejército se tambaleó por el tratamiento ineficiente de las bajas en las batallas de Siete Días en el mes de junio, pero en el momento de la batalla de Antietam en septiembre, Letterman había ideado un sistema de puestos de primeros auxilios avanzados a nivel de regimiento, donde se instituyeron por primera vez los principios de triaje. En otras palabras, Letterman instituyó procedimientos operativos permanentes para la admisión y el tratamiento posterior de las bajas de guerra y fue la primera persona en aplicar los principios de gestión a la medicina del campo de batalla. Estableció hospitales de campaña móviles que estarían ubicados en los cuarteles generales de las divisiones y los cuerpos. Este sistema estaba conectado a un eficiente cuerpo de ambulancias, establecido por Letterman en agosto de 1862, bajo el control del personal médico en lugar del Cuerpo de Intendencia. Letterman también organizó un sistema eficiente para la distribución de suministros médicos.
Letterman demostró la eficacia de su sistema en la batalla de Fredericksburg, en la que el Ejército del Potomac sufrió 12 000 bajas, pero las decisiones de mando de los oficiales generales en preparación para la posterior batalla de Gettysburg y durante la campaña Mine Run que siguió a esa batalla comprometieron el suministro de equipo médico de Letterman. Sin embargo, su sistema fue adoptado por el Ejército del Potomac y otros ejércitos de la Unión después de la batalla de Fredericksburg y finalmente se estableció oficialmente como el procedimiento para la admisión y tratamiento de las bajas en el campo de batalla para la totalidad de los ejércitos de los Estados Unidos mediante una ley del Congreso en marzo de 1864.
Las mayores bajas que sufrió el Ejército del Potomac se produjeron en la batalla de Gettysburg, que duró tres días, en julio de 1863, pero también demostró la eficacia del sistema de Letterman, ya que si bien la tasa de mortalidad del Ejército del Potomac había sido del 33% durante la campaña Peninsular de 1862, la tasa de mortalidad después de esta sangrienta batalla de tres días fue solo del 2%. Ningún informe oficial de la batalla mencionó la contribución de Letterman. Para atender a los más de 14 000 heridos de Unión, junto con los 6800 confederados que quedaron atrás, se creó un vasto campamento médico al noreste de Gettysburg, frente a la carretera York Pike, en la granja de George Wolf, llamado «Camp Letterman». Sobre la batalla de Gettysburg y su sistema de tratamiento de bajas, Jonathan Letterman informó el 3 de octubre de 1863 al brigadier general S. Williams, A. A. G. del Ejército del Potomac: «El cirujano John McNulty, director médico de ese cuerpo, informa que "es con extrema satisfacción que puedo asegurar que me permitió retirar a los heridos del campo, refugiarlos, alimentarlos y vendar sus heridas dentro de las seis horas posteriores al final de la batalla, y realizar todas las operaciones capitales dentro de las veinticuatro horas posteriores a la lesión recibida". Creo que puedo afirmar sin temor a equivocarme que ese habría sido el resultado en otros cuerpos de ejército si se les hubieran concedido las mismas facilidades —un resultado que no se ha superado, si es que se ha igualado, en ninguna batalla de la magnitud de las que han tenido lugar hasta ahora—». El mayor McNulty, director médico del XII Cuerpo, o bien «no había recibido» o, más probablemente, había desobedecido directamente las órdenes de dejar atrás los carros de equipaje médico y, por lo tanto, a diferencia de muchos otros comandantes médicos de la Unión en Gettysburg, tenía suficiente equipo y suministros médicos para implementar adecuadamente los sistemas de Letterman en Gettysburg para el XII Cuerpo.
Como militar, Letterman comprendió que las vidas de las tropas no se salvan solo con el tratamiento expeditivo de sus heridas, sino también con la agilización de sus desplazamientos y posicionamiento. «Por supuesto, no pretendo cuestionar la conveniencia de la orden, pero su efecto fue privar a este departamento de los recursos necesarios para la atención adecuada de los heridos». Comprendió que el comando tenía que tomar decisiones difíciles a la hora de asignar vehículos de transporte para el mayor beneficio general de las operaciones y los soldados del Ejército. Aun así, Letterman estaba un tanto desanimado por la falta de apoyo del comando a su organización en la batalla de Gettysburg y durante la campaña Mine Run.
Desafortunadamente para la carrera de Letterman, su mentor y oficial superior, William A. Hammond, estaba siendo censurado como resultado de su decisión de prohibir el uso de calomelanos, un derivado del mercurio, en mayo de 1863. Aunque más tarde se demostró que la decisión era científicamente correcta, Hammond acabó siendo sometido a juicio militar. Después de un breve período de servicio como inspector de hospitales en el Departamento de Susquehanna, Letterman renunció al ejército en diciembre de 1864, meses antes del final de la guerra de Secesión.
El magnate ferroviario Thomas A. Scott conocía las capacidades organizativas y administrativas de Letterman y le ofreció un trabajo como superintendente general de una compañía que exploraba petróleo en California. Letterman y su novia se mudaron a San Francisco, California, donde esa aventura fracasó después de aproximadamente un año. Letterman se presentó entonces como candidato demócrata y fue elegido forense, cargo que ocupó entre 1867 y 1872. : 127 Publicó sus memorias, Recuerdos médicos del Ejército del Potomac, en 1866.

## Muerte y legado
Después de la muerte de su esposa de 38 años, Mary Digges Lee Letterman, por gastroenteritis, Letterman sufrió una depresión grave. Se conocieron y se casaron después de la batalla de Antietam en el oeste de Maryland. Tras su muerte, Letterman sufrió varias enfermedades y finalmente murió en San Francisco. Tenía solo 47 años.
El 13 de noviembre de 1911, el hospital militar del Presidio de San Francisco recibió el nombre Hospital del Ejército Letterman en su honor. Fue enterrado en Cementerio Nacional de Arlington, en Arlington, Virginia. La inscripción en el monumento privado que se erigió en su honor dice:
 

Director Médico del Ejército del Potomac, del 23 de junio de 1862 al 30 de diciembre de 1863, que puso orden y eficacia en el Servicio Médico y fue el creador de los métodos modernos de organización médica en los ejércitos.

Los restos de su esposa fueron enterrados a su lado. Su inscripción dice: «Blessed are the dead that died in the Lord» (Bienaventurados los muertos que murieron en el Señor).